# Izquierda Republicana

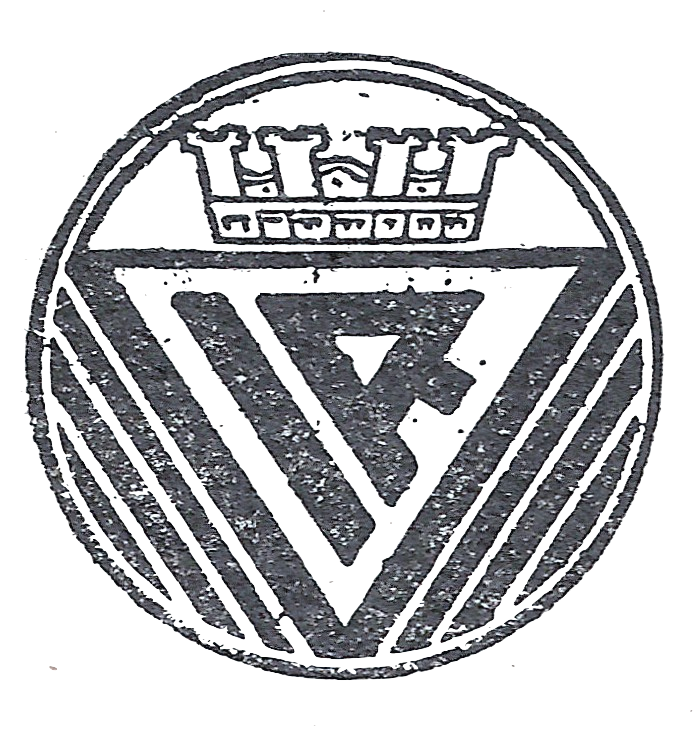
Oficiální logo strany 'Izquierda Republicana'

Izquierda Republicana (IR, českým názvem Republikánská levice, v Katalánsku pod názvem Partit Republicà d'Esquerra, v Galicii Esquerda Republicana Galega) je španělská republikánská politická strana.

## Historie
Vznikla v roce 1934 sloučením strany Republikánská akce (Acción Republicana) a dalších republikánských formací, v jejím čele stanul Manuel Azaña. Během španělské občanské války byla jednou z vůdčích stran Lidové fronty, byla zastoupena 87 poslanci v parlamentu. Po porážce republikánských sil byla zakázána, její vedení emigrovalo do Mexika. Po smrti diktátora Franca a obnovení demokracie byla sice obnovena (1977), nedokázala však nabýt stejného vlivu jako za Druhé republiky. V 80. letech se zapojila do Izquierda Unida (Jednotná levice), tj. široké levicové aliance pod vedením Komunistické strany Španělska, ale roku 2002 ji opustila. V současné době spolupracuje s menšími levicovými stranami na místní úrovni. 

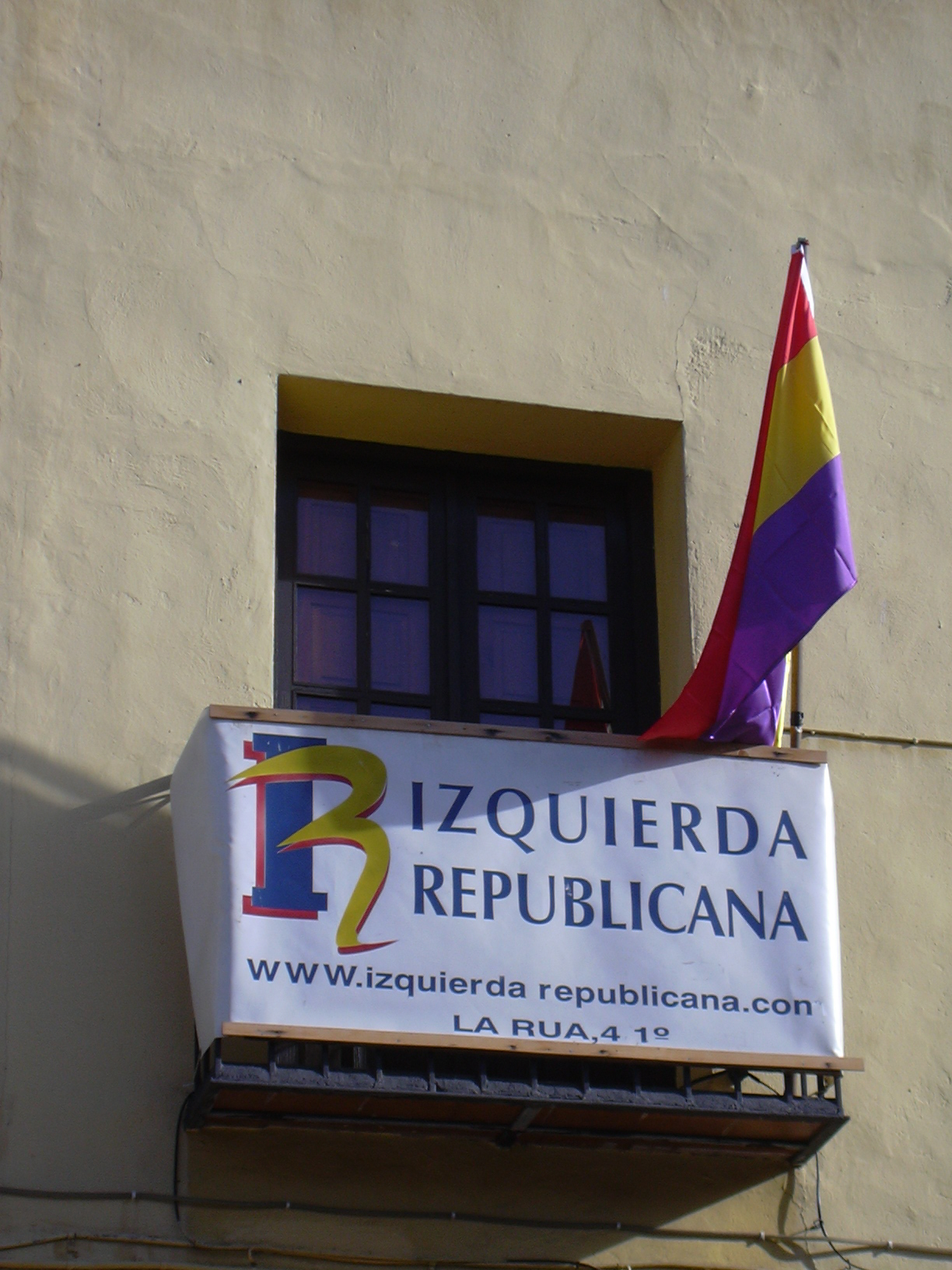
Sídlo strany v městě León. Kromě loga strany je vidět i republikánská vlajka

IR používá symboly španělského republikanismu, tzn. vlajku druhé španělské republiky, Himno de Riego (hymna obou španělských republik) a heslo „Svoboda, rovnost, bratrství“ (původně francouzské revoluční heslo, ve španělštině Libertad, Igualdad y Fraternidad).
Současná Republikánská levice se popisuje jako republikánská, federalistická, radikální (tj. levicově liberální), sekulární, pacifistická a ekologická strana, udržuje vztahy s Transnacionální radikální stranou (tj. celosvětově působící nevládní organizací, proslulou nenásilnými přímými akcemi proti totalitárním režimům).